# Wołokołamsk
Wołokołamsk (Wołok) – miasto w Rosji, w obwodzie moskiewskim, 129 km na północny zachód od Moskwy. W 2020 liczyło 18 372 mieszkańców.
Znajduje się tu stacja kolejowa Wołokołamsk, położona na linii Moskwa - Siebież.
W mieście rozwinął się przemysł włókienniczy, materiałów budowlanych oraz spożywczy.

## Historia
W 1513 wcielony do Wielkiego Księstwa Moskiewskiego. 18 marca 1610 zajęty przez wojska Dymitra Samozwańca II pod dowództwem kniazia Romana Rożyńskiego. W grudniu 1612 nieskutecznie oblegany przez wojska króla Zygmunta III Wazy, idącego na odsiecz polskiej załodze na moskiewskim Kremlu. W listopadzie 1941 miejsce ciężkich walk radziecko-niemieckich w ramach bitwy o Moskwę, którym Aleksandr Bek poświęcił książkę Szosa wołokołamska.

## Zabytki
- Kreml z soborem Zmartwychwstania Pańskiego (XV, XVII w.),
- cerkiew Narodzenia Matki Bożej na Woźmiszcze z XVI w.

W pobliżu miasta:
- Monaster św. Józefa Wołokołamskiego
  - sobór Zaśnięcia Matki Bożej (1688-1692)
  - mury i baszty (1543-1566, XVII w.)
  - cerkiew nadbramna Świętych Apostołów Piotra i Pawła (1678)